# プラチナイト
『プラチナイト』は、日本テレビ（NTV）・読売テレビ（ytv）・中京テレビ（CTV）の曜日代わり制作により、日本テレビ系列で月曜日から木曜日の深夜に放送されている深夜番組のレーベル・総合キャッチフレーズの総称。

## 概要
コンセプトとしては「夜の別冊バラエティー」。ゴールデンタイムとはまた違った趣で楽しむバラエティー番組ゾーンを作る事を目指した。2002年9月30日に『夜は別バラ22:54』としてスタート、『NNNきょうの出来事』との枠交換に伴い、このタイトルとしての放送は、2004年3月25日に放送終了。
スペシャル番組やプロ野球中継延長などの都合で放映開始時刻が日本時間の22:54（カウキャッチャー含む）より遅くなった場合はロゴマークの「22:54」の部分は消去されることがあった。
なお、「夜は別バラ」は日本テレビのみ『きょうの出来事』と入れ替わる形で2004年3月29日から23:40 - 翌0:10（JST）に移り（番組そのものは原則として全国ネット）、2004年10月4日から『しんバラ』と名称を変えたが、さらに2005年4月からは『バリューナイト』に名称を変え、10分拡大。2005年10月からは『スポーツMAX』から引き継いだスポーツニュースの新番組『スポんちゅ』と枠を入れ替えて、従来より10分短い23:25 - 23:55に放送される。
そして2006年10月からは『きょうの出来事』・『スポんちゅ』の2番組が統合され『NEWS ZERO』へ移行するため、23:55 - 翌0:26の放送となり、さらに、2007年10月から『NEWS ZERO』の3分拡大に伴い、23:58 - 翌0:29に繰り下がった。
2011年7月4日から3ヶ月間は月曜版が深夜ドラマの放送枠になったことで、バリューナイト枠で週に2本深夜ドラマが放送された。2012年1月10日から3ヶ月間は火曜版がドラマ枠となった。
2012年4月改編により、当枠は『プラチナイト』へと改題し、放送時間も31分間から55分間へと拡大した。木曜日の読売テレビ制作枠『木曜ミステリーシアター』は『プラチナイト』枠に含まれなかったが、2013年4月から『木曜ドラマ』に改題され、「木曜版」として再び組み込まれることになった。また、『プラチナイト』に改題してから公式ホームページが設けられたが、2022年6月時点で封鎖されている。
また、通常の番組を休止し、『プラチナイト』のレーベル付きのまま、単発番組や3夜連続ドラマ やスペシャルドラマを放送することがある。この場合、当時一部曜日版に限って時差ネット局であった中京テレビ（後述）でも臨時でキー局同時ネットに変更することがある。なお、2019年4月からの水曜版が中京テレビ制作枠に移行後は、水曜日の通常の番組の休止は、年末年始期間のみ で、それ以外の週は、定期的に放送されるようになった。
2013年9月30日以降、前座番組『NEWS ZERO（現在はnews zero）』が月 - 木曜日が23時開始、23:59終了に変更となったため、当番組の開始時刻は23:59に1分繰り下がった。また、最初の1分はCMであり、本編が始まるのは0:00からである。
2019年4月からは、水曜版が中京テレビ制作枠となり、『バリューナイト』時代の『サルヂエ』ゴールデン進出に伴う制作枠消滅以来約14年ぶりに中京テレビ制作枠が復活する格好となる。なお、中京テレビはこれと引き換えに、自社制作2番組への差し替えに伴う「プラチナイト」火曜版（2019年3月時点では日本テレビ制作『ウチのガヤがすみません!』）の翌日未明での時差ネットを解消し、日本テレビと同時ネットに変更する。さらに、翌月の5月から2021年3月までは『夜は別バラ22:54』時代から通じて史上初めて土曜になってからの開始とはなるものの、「金曜版」が他の4曜版と同レーベルでバラエティ番組が放送されることとなった。なお、「金曜版」は同年3月までの『プラチナプラス』枠（土曜 0:30 - 0:59（金曜深夜）、全編ローカルセールス枠）を放送日時・放送のセールス形態を変えず、そのまま置き換える形で『金曜プラチナイト』として、中居正広出演の新番組『新・日本男児と中居』を開始した（同年4月中の「金曜版」相当枠〈旧：『プラチナプラス』枠〉は毎週異なる単発番組で穴埋め）。
2020年10月度は、木曜版が、読売テレビ製作のバラエティ番組になった。木曜版がバラエティ番組になるのは、2008年9月に『嗚呼!花の料理人』が終了して以来実に12年振りとなった。
『金曜プラチナイト』は2021年3月で廃され、その後の「金曜版」は『ネクプラ→フルスイング』と称したバラエティ番組の実験枠を経て2023年4月度からはドラマ枠の『金曜ドラマDEEP』となっているが、いずれも『プラチナイト』とは別のレーベルになっている。
2023年4月度ならびに2023年10月度の改編では、ドラマを除き、終了番組、枠移動番組ともになしとなり、全曜日とも継続となった。
2024年度4月期は、月・火曜日の『午前0時の森』と水曜日の『それって!?実際どうなの課』が終了するのに伴い、月・水曜日枠が23:59 - 0:29の30分枠と0:29 - 0:54の25分枠、火曜日は23:59 - 0:24の25分枠と0:24 - 0:54の30分枠の2枠体制に再編となる。月曜日は『大悟の芸人領収書』と『開演まで30秒!THEパニックGP』が放送され、両番組ともに大悟（千鳥）がMCを務める。火曜日は水曜21時から放送されている『上田と女が吠える夜』のスピンオフ番組『上田と女がDEEPに吠える夜』と後半枠は当ゾーンの枠外番組としてローカルセールスで放送されていた『ドラマDEEP』をネットワークセールス化して充当する。水曜日については中京テレビ制作を維持した上で『こどもディレクター』と『お笑い4コマパーティー ロロロロ』の放送がされている。番組表においても、月曜から水曜は2番組を一つのくくりとして表記（コンプレックス扱い）されている。なお、木曜日の読売テレビ制作枠はこれまで通りに55分枠のままで続投。これにより、「プラチナイト」枠での1時間番組は木曜日のみとなった。
2024年10月期からは、中京テレビ放送担当枠の水曜日第2部（木曜日0時台後半）にも30分枠の連続ドラマが新設されるため、火曜日（日本テレビ担当）から木曜日（読売テレビ担当　これのみ従前と同じ1時間枠）にそれぞれ連続ドラマ枠が入ることになる。これにより、当枠の制作局3つすべてが同時に連続ドラマ枠を担当することになる。
2025年4月期のみ、『ドラマDEEP』が放送されている火曜日第2部の時間帯にてアニメ『機動戦士Gundam GQuuuuuuX』が放送され、また同番組の放送期間中は0:59までの60分枠となる。本枠にてアニメが編成されるのは『バリューナイト』時代の『NANA』以来19年ぶりとなる。
2024年7月2日 - 4日は『人のスマホをのぞきたい』を放送するが、3日間とも各曜日の制作局（火曜日は日本テレビ、水曜日は中京テレビ、木曜日は読売テレビ）が担当する合同特番を行う。MC出演者は3日間とも出演し、アナウンサーは制作局ごと各1名出演。
なお、当番組は全編ネットワークセールス枠であるものの、2023年10月以降は全曜日とも前半がナショナルスポンサー、後半がローカルスポンサーとなっている。

## 放送時間
| 放送期間 | 放送期間 | 放送時間        | 放送時間                         | 放送時間                         | 放送時間                         | 放送時間                             |
| 放送期間 | 放送期間 | 総称            | 月曜版・水曜版                   | 火曜版                           | 木曜版                           | 金曜版                               |
| -------- | -------- | --------------- | -------------------------------- | -------------------------------- | -------------------------------- | ------------------------------------ |
| 2002.9   | 2004.3   | 夜は別バラ22:54 | 月 - 木曜 22:54 - 23:24（30分）  | 月 - 木曜 22:54 - 23:24（30分）  | 月 - 木曜 22:54 - 23:24（30分）  | （枠設置なし）                       |
| 2004.4   | 2004.9   | 夜は別バラ      | 月 - 木曜 23:40 - 翌0:10（30分） | 月 - 木曜 23:40 - 翌0:10（30分） | 月 - 木曜 23:40 - 翌0:10（30分） | （枠設置なし）                       |
| 2004.10  | 2005.3   | しんバラ        | 月 - 木曜 23:40 - 翌0:20（40分） | 月 - 木曜 23:40 - 翌0:20（40分） | 月 - 木曜 23:40 - 翌0:20（40分） | （枠設置なし）                       |
| 2005.4   | 2005.9   | バリューナイト  | 月 - 木曜 23:40 - 翌0:20（40分） | 月 - 木曜 23:40 - 翌0:20（40分） | 月 - 木曜 23:40 - 翌0:20（40分） | （枠設置なし）                       |
| 2005.10  | 2006.9   | バリューナイト  | 月 - 木曜 23:25 - 23:55（30分）  | 月 - 木曜 23:25 - 23:55（30分）  | 月 - 木曜 23:25 - 23:55（30分）  | （枠設置なし）                       |
| 2006.10  | 2007.9   | バリューナイト  | 月 - 木曜 23:55 - 翌0:26（31分） | 月 - 木曜 23:55 - 翌0:26（31分） | 月 - 木曜 23:55 - 翌0:26（31分） | （枠設置なし）                       |
| 2007.10  | 2008.9   | バリューナイト  | 月 - 木曜 23:58 - 翌0:29（31分） | 月 - 木曜 23:58 - 翌0:29（31分） | 月 - 木曜 23:58 - 翌0:29（31分） | （枠設置なし）                       |
| 2008.10  | 2012.3   | バリューナイト  | 月 - 水曜 23:58 - 翌0:29（31分） | 月 - 水曜 23:58 - 翌0:29（31分） | 木曜 23:58 - 翌0:38（40分）      | （枠設置なし）                       |
| 2012.4   | 2013.3   | プラチナイト    | 月 - 水曜 23:58 - 翌0:53（55分） | 月 - 水曜 23:58 - 翌0:53（55分） | （廃枠）                         | （枠設置なし）                       |
| 2013.4   | 2013.9   | プラチナイト    | 月 - 木曜 23:58 - 翌0:53（55分） | 月 - 木曜 23:58 - 翌0:53（55分） | 月 - 木曜 23:58 - 翌0:53（55分） | （枠設置なし）                       |
| 2013.9   | 2019.4   | プラチナイト    | 月 - 木曜 23:59 - 翌0:54（55分） | 月 - 木曜 23:59 - 翌0:54（55分） | 月 - 木曜 23:59 - 翌0:54（55分） | （枠設置なし）                       |
| 2019.5   | 2021.3   | プラチナイト    | 月 - 木曜 23:59 - 翌0:54（55分） | 月 - 木曜 23:59 - 翌0:54（55分） | 月 - 木曜 23:59 - 翌0:54（55分） | 土曜（金曜深夜） 0:30 - 0:59（29分） |
| 2021.4   | 2025.3   | プラチナイト    | 月 - 木曜 23:59 - 翌0:54（55分） | 月 - 木曜 23:59 - 翌0:54（55分） | 月 - 木曜 23:59 - 翌0:54（55分） | （廃枠、枠設置なし）                 |
| 2025.4   | 現在     | プラチナイト    | 月・水曜 23:59 - 翌0:54（55分）  | 火曜 23:59 - 翌0:59（60分）      | 木曜 23:59 - 翌0:54（55分）      | （廃枠、枠設置なし）                 |

## 放送された番組
ここでは前身の『夜は別バラ22:54』・『しんバラ』・『バリューナイト』も含め放送された番組を紹介する。なお、特記事項の無い番組はいずれも日本テレビ製作。

### 夜は別バラ22:54
（2002.9 - 2004.3、22:54開始）
月曜日
- あんグラ☆NOW!（中京テレビ制作 2002年9月 - 2003年9月）
- マネーの虎（2003年10月 - 2004年3月）※ゴールデン枠から移動、それまでは金曜20時台

火曜日
- おすぎとピーコの金持ちA様×貧乏B様

水曜日
- 所さんの日本ジツワ銀行（2002年9月 - 2003年9月）
- あんグラ☆NOW!（中京テレビ制作 2003年10月 - 2004年3月）※月曜日から移動

木曜日
- キスだけじゃイヤッ!（通称キスイヤ、読売テレビ制作）

※特番編成で22:54に開始できない日は『夜は別バラ』のみのタイトル（「22:54」を外す）で放送されていた。ただし、野球延長で結果的に22:54に開始できなくなった日はそのまま『夜は別バラ22:54』として放送。

### 夜は別バラ
（2004.4 - 9、23:40開始）
- 月曜日 - サルヂエ（中京テレビ制作）
- 火曜日 - サバコン
- 水曜日 - おすぎとピーコの金持ちA様×貧乏B様 ※曜日を火曜日から移動
- 木曜日 - アフリカのツメ（読売テレビ制作 ドラマとバラエティーのコラボレート番組）

### しんバラ
（2004.10 - 2005.4、放送時間10分延長）
- 月曜日 - サルヂエ（中京テレビ制作）
- 火曜日 - カミングダウト ※土曜深夜から移動
- 水曜日 - 不幸の法則
- 木曜日 - アフリカのツメ（読売テレビ制作）

### バリューナイト
（2005.4 - 2012.3）
2005年4月11日スタート。当初は23時25分からの放送だったが、『NNNきょうの出来事』が『NEWS ZERO』へと改編された影響で、2006年10月2日より放送時間が30分繰り下がり、23時55分からとなった。その後、3分繰り下げて23時58分になる。
また、2005年4月から2006年9月末までは日曜0:50 - 1:50（土曜深夜）に関東ローカルで『バリューナイトフィーバー』という単発特別番組枠があり、バリューナイトへの昇格、ひいてはゴールデンタイムの新番組を狙う週替わりの新企画の番組を放送していたが、2006年10月に終了（後番組は『黄金の舌』）。これを引き継ぐ形で『サタデーバリューフィーバー』と改題し土曜昼の時間帯に移動している。
2008年9月当時、地上デジタル放送では月〜水曜日（日本テレビ制作）はハイビジョン制作(HD))、木曜日（読売テレビ制作）は4:3標準画質で放送されていたが、木曜日も10月からの『木曜ナイトドラマ』よりハイビジョン制作になった。2010年度からアナログは全てレターボックス16:9サイズでの放送になった。
また木曜日のみ放送時間も9分拡大の40分番組に変更された（月曜 - 水曜まではこれまで通り31分番組である）。
月曜日
- サルヂエ（中京テレビ制作 2005年9月まで深夜帯、水曜20:00 - ）※ゴールデンタイムに昇格を期に中京テレビの制作枠は消滅。
- クイズ発見バラエティー イッテQ!（2005年10月 - 2006年3月、サルヂエがゴールデン進出の為）
- みのもんたの“さしのみ”（2006年4月 - 2006年9月）
- 嵐の宿題くん（2006年10月 - 2010年3月）※2008年5月よりこれ以降HD制作。
- お笑いさぁ〜ん（2010年4月 - 2010年9月）
- 東野・岡村の旅猿 プライベートでごめんなさい…（2010年10月 - 2011年6月）
- ピースボート -Piece Vote-（2011年7月 - 2011年9月）※1クール限定でドラマ枠となる。
- 芸能★BANG!（2011年10月 - 2012年3月）

火曜日
- 不幸の法則・赤い女と黒い女（ - 2005年9月）※水曜から移動
- 落下女（2005年10月 - 2006年3月）
- 恋愛部活（2006年4月 - 2007年3月）
- 女神のハテナ（2007年4月 - 9月）
- 99プラス（2007年10月 - 2010年3月）※これ以降HD制作。
- ショーバト!（2010年4月 - 2010年9月）
- ギブアップ嬢（2010年10月 - 2011年3月）
- バカなフリして聞いてみた（2011年4月 - 2011年9月）
- KAT-TUNの絶対マネたくなるTV（2011年10月 - 2011年12月）
- ティーンコート（2012年1月 - 2012年3月）※1クール限定でドラマ枠となる。

水曜日
- くりぃむしちゅーのたりらリラ〜ン（単発番組からレギュラー放送 - 2006年3月）
- アニメ『NANA』（1stシーズン）（2006年4月 - 2007年3月、「animo」と称して、アニメを放送していた。）
- カートゥンKAT-TUN（2007年4月 - 2010年3月）※これ以降HD制作。
- ジャック10（2010年4月 - 2010年9月）
- 新型学問 はまる!ツボ学（2010年10月 - 2011年3月）
- 幸せ!ボンビーガール（1st season）（2011年4月 - 2011年9月）※2013年4月から2021年9月まで火曜22時枠で放送。
- 5MEN旅（2011年10月 - 2012年3月）

木曜日
木曜は読売テレビ制作。
- 抱きしめたいっ!（ - 2006年3月）
- 嗚呼!花の料理人（2006年4月 - 2008年9月）
- 木曜ナイトドラマ（2008年10月 - 2011年3月、同枠初の本格的なテレビドラマ枠となる）※これ以降HD制作。
- 木曜ミステリーシアター（2011年4月 - 2012年3月[注 8]）

### プラチナイト
（2012.4 - ）
2012年4月よりスタート。月曜 - 水曜の放送時間を翌0時53分まで拡大し55分番組となった。2012年7月12日未明（11日深夜）までは、前日放送分の本編に引き続き、0:53 - 0:59に関東ローカルで関連ミニ番組『外伝』が放送されていた。木曜の読売テレビ制作枠は『プラチナイト』開始から1年間のみ、同枠外での放送となっていた。
2016年3月まで平日19時枠で放送された『1900』シリーズと同様に各番組冒頭には画面右上に『プラチナイト』のロゴが数秒間表示される。ただし、TVerやHuluの時や、年末年始期間中は表示されない。
2013年4月から、木曜の読売テレビ制作連続ドラマ枠が『木曜ミステリーシアター』から『木曜ドラマ』に改題・放送時間拡大され、『プラチナイト』枠に新たに組みこまれた（『バリューナイト』廃枠時と同体制に復した）。2020年10月度は他曜日と同じ木曜版もバラエティ番組となった。

#### 現在
- 2024年4月現在。字幕放送切替対応。
2019年3月までは水曜版に限り、週により前夜の『水曜ドラマ』枠が枠拡大になる場合は繰り下げとなり木曜になってから放送になっていた[注 10]。また、水曜日のみに限らないが、ゴールデンタイムの番組が拡大した際は繰り下げとなり、日付を跨いでからの放送だったが、こちらもほぼ同時期に廃止されている。ただし、前夜のスポーツ中継放送時はこれまで通りに繰り下げる場合あり。

| 曜日   | 曜日           | 制作局     | 番組名                                  | MCまたは主演                  | ナレーター      | 放送開始日   | 備考                                      |
| ------ | -------------- | ---------- | --------------------------------------- | ----------------------------- | --------------- | ------------ | ----------------------------------------- |
| 月曜版 | 23:59 - 翌0:29 | 日本テレビ | 大悟の芸人領収書                        | 大悟（千鳥） 渡邉結衣（NTV）  | 杉野真実（NTV） | 2024年4月1日 | ※特番からレギュラー化。                   |
| 月曜版 | 深0:29 - 0:54  | 日本テレビ | 開演まで30秒!THEパニックGP              | 大悟（千鳥） 黒田みゆ（NTV）  | 服部潤          | 2024年4月1日 | ※特番からレギュラー化。                   |
| 火曜版 | 23:59 - 翌0:24 | 日本テレビ | 上田と女がDEEPに吠える夜                | 上田晋也（くりぃむしちゅー）  | 森富美（NTV）   | 2024年4月2日 | 『上田と女が吠える夜』の スピンオフ番組。 |
| 火曜版 | 深0:24 - 0:54  | 日本テレビ | 完全不倫 -隠す美学、暴く覚悟-           | 仁村紗和 前田公輝             | -               | 2025年7月1日 | 『ドラマDEEP』枠。                        |
| 水曜版 | 23:59 - 翌0:29 | 中京テレビ | 人間研究所 〜かわいいホモサピ大集合!!〜 | 秋山竜次（ロバート） 伊集院光 | 村杉明彦        | 2025年4月2日 | ※特番からレギュラー化。                   |
| 水曜版 | 深0:24 - 0:54  | 中京テレビ | 海老だって鯛が釣りたい                  | 田辺桃子                      | -               | 2025年7月3日 | 連続ドラマ                                |
| 木曜版 | 木曜版         | 読売テレビ | 木曜ドラマ                              | 当該記事参照                  | 当該記事参照    | 2013年4月4日 | 木曜は55分枠のまま。                      |

#### 変遷
月曜版
- 月曜から夜ふかし（2012年4月 - 2022年3月）

MC - 村上信五（当時：関ジャニ∞）、マツコ・デラックス
※2022年4月より月曜22時枠に移動。
- 午前0時の森（2022年4月 - 2024年3月）

※2023年1月23日深夜 - 終了までは生放送。
MC - 村上信五（SUPER EIGHT）、劇団ひとり
※当番組まで55分枠。
- 大悟の芸人領収書（2024年4月 - ）

MC - 大悟（千鳥）、渡邊結衣（日本テレビアナウンサー）
※当番組から30分枠。
- 開演まで30秒!THEパニックGP（2024年4月 - ）

MC - 大悟（千鳥）、黒田みゆ（日本テレビアナウンサー）
※当番組から25分枠。
火曜版
- 芸能★BANG+（2012年4月 - 7月17日[14]）

MC - 徳井義実（チュートリアル）、後藤輝基（フットボールアワー）、SHELLY
※月曜深夜から移動・枠拡大。
- 今夜くらべてみました（2012年7月24日 - 2017年3月）

MC - 徳井義実（チュートリアル）、後藤輝基（フットボールアワー）、SHELLY
※2013年4月から中京テレビに限り、66分遅れで放送。
※番組自体は2017年4月以降も継続されていたが、ゴールデンタイムに昇格したため、『プラチナイト』火曜版としては同年3月28日をもって終了した。
- ウチのガヤがすみません!（2017年4月 - 2021年9月）

MC - ヒロミ、後藤輝基（フットボールアワー）
※2019年3月まで中京テレビに限り、1時間遅れで放送。
- 超無敵クラス（2021年10月 - 2022年3月）

MC - かまいたち（山内健司・濱家隆一）、指原莉乃
※単発特番からレギュラー化。
※2022年4月より日曜12:45 - 14:00に移動。
- 午前0時の森（2022年4月 - 2024年3月）

MC - 若林正恭（オードリー）、水卜麻美（日本テレビアナウンサー）
※当番組まで55分枠。
- 上田と女がDEEPに吠える夜（2024年4月 - ）

MC - 上田晋也（くりぃむしちゅー）
※当番組から25分枠。
- ドラマDEEP（2024年4月 - 2025年3月、2025年7月 - ）

※当番組から30分枠。
- 機動戦士Gundam GQuuuuuuX（2025年4月 - ） ※テレビアニメ。

水曜版
- ピロロン学園（2012年4月 - 9月[15]）

レギュラー - ブラックマヨネーズ（小杉竜一・吉田敬）、ロッチ（コカドケンタロウ・中岡創一）、ハリセンボン（近藤春菜・箕輪はるか）、宇梶剛士
※中京テレビに限り、1時間遅れで放送。
- ナカイの窓（2012年10月 - 2019年3月[16]）

MC - 中居正広
※2013年3月まで中京テレビに限り、30分遅れで放送。
- それって!?実際どうなの課（2019年4月 - 2024年3月、中京テレビ制作）[17]

MC - 生瀬勝久、博多華丸・大吉（博多華丸・博多大吉）、森川葵、大島美幸（森三中）
※当番組まで55分枠。
- こどもディレクター〜これだけはどうしても聞いておきたい〜（2024年4月 - 2025年3月、中京テレビ制作）

MC - 斎藤工
※当番組から30分枠。2024年10月に『こどもディレクター〜私にしか撮れない家族のハナシ〜』からリニューアル。
- 人間研究所 〜かわいいホモサピ大集合!!〜（2025年4月 -、中京テレビ制作）

MC - 秋山竜次（ロバート）、伊集院光
- お笑い4コマパーティー ロロロロ（2024年4月 - 2024年9月、中京テレビ制作）

レギュラー - マユリカ（阪本・中谷）
※当番組から25分枠。
- 高杉さん家のおべんとう（2024年10月 - 12月、中京テレビ制作）

※この番組から連続ドラマ。
- こんなところで裏切り飯 〜嵐を呼ぶ七人の役員〜（2025年1月 - 3月、中京テレビ制作）
- 霧尾ファンクラブ（2025年4月 - 、中京テレビ制作）

木曜版
※すべて読売テレビ制作。
- 木曜ドラマ→木曜ドラマF（2013年4月 - 2020年9月・2021年1月 - 3月）
- 「任意同行」願えますか?（2020年10月 - 12月）

MC - 劇団ひとり、ファーストサマーウイカ、DJ松永（Creepy Nuts）
※『嗚呼!花の料理人』以来の12年振りのバラエティ番組が編成されることとなる。
- モクドラF（2021年4月 - 2022年3月）
- 木曜ドラマ（2022年4月 - ）

※木曜版はすべて55分枠。
金曜版
※土曜未明の放送の上、全編ローカルセールス枠だった。
- 新・日本男児と中居（2019年5月 - 2021年3月）

MC - 中居正広

#### 『プラチナイト』レーベルで放送された特別番組

##### 2012年
| 2012年放送                                   | 2012年放送           | 2012年放送                                                            | 2012年放送                                | 2012年放送 |
| 放送日                                       | 枠                   | 番組名                                                                | 備考                                      |            |
| -------------------------------------------- | -------------------- | --------------------------------------------------------------------- | ----------------------------------------- | ---------- |
| 4月3日（火）                                 | 月曜版               | 耳が痛いテレビ                                                        | 『プラチナイト』初回。0:18 - 1:13に放送。 |            |
| 4月4日（水）                                 | 火曜版               | たけし監修笑う虚構船                                                  | 第2弾。0:18 - 1:13に放送。                |            |
| 4月5日（木）                                 | 水曜版               | お笑いジャッジポイント                                                | 第2弾。0:18 - 1:13に放送。                |            |
| 9月25日（火）                                | 火曜版               | タカトシの恋愛バラエティ ラブカ Loveca～恋が生まれる運命のカード～    |                                           |            |
| 9月27日（木）                                | 水曜版               | コトバの法則                                                          | 0:28 - 1:23に放送。                       |            |
| 10月1日（月）                                | 月曜版               | 有吉反省会                                                            |                                           |            |
| 10月3日（水）                                | 火曜版               | 世界カリセツ研究所                                                    | 0:28 - 1:23に放送。                       |            |
| 10月3日（水）                                | 水曜版               | 全問解くまでオワラナイクイズ 耐Q                                      |                                           |            |
| 12月18日（火） 12月19日（水） 12月20日（木） | 月曜版 火曜版 水曜版 | ピン女のメリークリスマス 〜恋したい、恋しようとしない、恋できない。〜 | 3夜連続放送。いずれも0:18 - 1:13に放送。  |            |
| 12月25日（火）                               | 月曜版               | もしもの夢叶えます！「魔法のランプSHOW」                              | 0:28 - 1:23に放送。                       |            |
| 12月26日（水）                               | 火曜版               | タカトシのクイズ!サバイバル                                           | 0:28 - 1:23に放送。                       |            |
| 12月27日（木）                               | 水曜版               | 前人未「答」の調査バラエティ シラベテミタイ                           | 0:13 - 1:08に放送。                       |            |

##### 2013年
| 2013年放送                   | 2013年放送           | 2013年放送                                    | 2013年放送                                                         | 2013年放送 |
| 放送日                       | 枠                   | 番組名                                        | 備考                                                               |            |
| ---------------------------- | -------------------- | --------------------------------------------- | ------------------------------------------------------------------ | ---------- |
| 1月1日（火）                 | 火曜版               | 笑神様は突然に…                               | 第2弾。23:55 - 0:50に放送。                                        |            |
| 1月2日（水）                 | 水曜版               | 哀すべきエーッ!?な人                          | 23:43 - 0:38に放送。                                               |            |
| 1月3日（木）                 | 木曜版               | キセキ動画ファクトリー そんなBANANA!          | 23:49 - 0:44に放送。 ※全編ローカルセールス枠（一部地域は非放送）。 |            |
| 2月12日（火） 02月13日（水） | 月曜版 火曜版 水曜版 | So long !                                     | 3夜連続放送。月曜のみ0:18 - 1:13に放送。                           |            |
| 3月27日（水）                | 火曜版               | 天才コンサル軍団のプラマイ                    | 0:28 - 1:23に放送。                                                |            |
| 3月28日（木）                | 水曜版               | タカトシのクイズ!サバイバル                   | 第2弾。0:28 - 1:23に放送。                                         |            |
| 4月2日（火）                 | 月曜版               | クイズ トキハカネナリ                         | 第2弾。0:28 - 1:23に放送。                                         |            |
| 4月3日（水）                 | 火曜版               | 熱血職人の技術の祭典 ビックリしちゃった新記録 | 0:28 - 1:23に放送。                                                |            |
| 4月4日（木）                 | 水曜版               | 極上グルメと得する食知識“いただきます！”      | 0:28 - 1:23に放送。                                                |            |
| 10月7日（月）                | 月曜版               | ニノさん THEプラチナイト                      |                                                                    |            |
| 10月9日（水）                | 水曜版               | 大人のケンカ                                  |                                                                    |            |
| 10月16日（水）               | 火曜版               | A.B.C-ZのイエナイYO!                          | 0:21 - 1:16に放送。                                                |            |
| 10月16日（水）               | 水曜版               | 笑神様は真夜中に…                             |                                                                    |            |
| 10月21日（月）               | 月曜版               | テンションMAX旅                               |                                                                    |            |
| 10月22日（火）               | 火曜版               | 透波乱波                                      | 第2弾                                                              |            |
| 12月25日（水）               | 火曜版               | 恋するイヴ                                    | 0:29 - 1:24に放送。                                                |            |
| 12月25日（水）               | 水曜版               | 進撃ゲーム！音バトラーZ                       |                                                                    |            |

##### 2014年
| 2014年放送     | 2014年放送 | 2014年放送                            | 2014年放送                   | 2014年放送 |
| 放送日         | 枠         | 番組名                                | 備考                         |            |
| -------------- | ---------- | ------------------------------------- | ---------------------------- | ---------- |
| 04月01日（火） | 火曜版     | JKP～美女12人生存競争～               |                              |            |
| 4月7日（月）   | 月曜版     | 沸騰ワード10                          |                              |            |
| 04月8日（火）  | 火曜版     | 恐縮です…ウワサの出口調査             |                              |            |
| 04月9日（水）  | 水曜版     | さまぁ～ずのちょっとだけ変えてみよう! |                              |            |
| 4月14日（月）  | 月曜版     | 関ジャニ7                             |                              |            |
| 8月4日（月）   | 月曜版     | 関ジャニ7                             | 第2弾                        |            |
| 9月25日（木）  | 木曜版     | 想像を絶するテレビ                    | ytv制作                      |            |
| 9月30日（火）  | 月曜版     | 大衆の直感、賢者の直観。              | 0:29 - 1:24に放送。          |            |
| 10月1日（水）  | 水曜版     | ジャマウォーズ                        |                              |            |
| 10月6日（月）  | 月曜版     | 4×9                                   |                              |            |
| 10月7日（火）  | 火曜版     | ヨロシクご検討ください                |                              |            |
| 10月14日（火） | 火曜版     | ツッコミJAPAN                         | 第2弾                        |            |
| 10月16日（木） | 水曜版     | キスマイバトルROBOT!5番勝負           | 0:09 - 1:04に放送。          |            |
| 12月24日（水） | 火曜版     | ヒネクレ星雲第4惑星 モノモース        | 0:19 - 1:14に放送。          |            |
| 12月26日（金） | 木曜版     | ギョーカイ大暴露クイズ!テミスの掟     | ytv制作。0:29 - 1:24に放送。 |            |

##### 2015年
| 2015年放送     | 2015年放送     | 2015年放送                                      | 2015年放送                               | 2015年放送 |
| 放送日         | 枠             | 番組名                                          | 備考                                     |            |
| -------------- | -------------- | ----------------------------------------------- | ---------------------------------------- | ---------- |
| 01月05日（月） | 月曜版         | 今夜はパーリナイト!                             |                                          |            |
| 1月7日（水）   | 水曜版         | ガチネリさまぁ〜ず                              |                                          |            |
| 3月23日（月）  | 月曜版         | クイズ!?正解は出さないで〜プレ・スクール〜      |                                          |            |
| 4月7日（火）   | 火曜版         | 有吉の壁                                        |                                          |            |
| 4月13日（月）  | 月曜版         | 4vsX                                            |                                          |            |
| 4月16日（木）  | 水曜版         | 人類700万年物語                                 | 0:09 - 1:04に放送。                      |            |
| 4月21日（火）  | 火曜版         | ミュージックアレンジバトル!歌編                 | 第2弾                                    |            |
| 4月22日（水）  | 水曜版         | お悩み相談バラエティー オレたちでいいの?        |                                          |            |
| 6月25日（木）  | 木曜版         | クイズ!オンリーワン                             | ytv制作                                  |            |
| 8月3日（月）   | 月曜版         | 有吉の壁                                        | 第2弾                                    |            |
| 9月17日（木）  | 水曜版         | ほんとになった作り話                            | 第2弾。0:09 - 1:04に放送。               |            |
| 9月22日（火）  | 火曜版         | 真夜中の保健室                                  |                                          |            |
| 9月24日（木）  | 木曜版         | 世界ゼツミョー!宣言                             | ytv制作                                  |            |
| 9月28日（月）  | 月曜版         | 追跡!つぶやきウォッチャー                       | 第3弾                                    |            |
| 10月5日（月）  | 月曜版         | 笑いのゴッドファーザー オレたちに頭を下げさせろ |                                          |            |
| 10月6日（火）  | 火曜版         | まじで☆マジカ                                   |                                          |            |
| 10月8日（木）  | 木曜版         | にけつッ!!スペシャル                            | ytv制作                                  |            |
| 10月14日（水） | 水曜版         | いろもん極                                      | 復活第2弾                                |            |
| 12月23日（水） | 火曜版・水曜版 | 黒崎くんの言いなりになんてならない              | 2夜連続放送。火曜のみ0:19 - 1:14に放送。 |            |

##### 2016年
| 2016年放送     | 2016年放送 | 2016年放送                                                 | 2016年放送                                              | 2016年放送 |
| 放送日         | 枠         | 番組名                                                     | 備考                                                    |            |
| -------------- | ---------- | ---------------------------------------------------------- | ------------------------------------------------------- | ---------- |
| 1月11日（月）  | 月曜版     | 変ラボ                                                     | 第2弾                                                   |            |
| 1月12日（火）  | 火曜版     | 諸事情により…                                              | 第2弾                                                   |            |
| 1月19日（火）  | 火曜版     | 悪魔のカンペ                                               | 中京テレビは時差放送 （1月20日（水）未明（1:04-1:59）） |            |
| 2月29日（月）  | 月曜版     | 真夜中の保健室                                             | 第2弾                                                   |            |
| 3月9日（水）   | 水曜版     | お笑いカードバトル笑札                                     | 第2弾                                                   |            |
| 3月22日（火）  | 火曜版     | 言わせろ!リアクションワード                                |                                                         |            |
| 3月28日（月）  | 月曜版     | 有吉の壁                                                   | 第4弾                                                   |            |
| 3月31日（木）  | 木曜版     | 俺ジナルアートだぜ!!                                       | ytv制作                                                 |            |
| 4月13日（水）  | 火曜版     | ずっと引っかかってました〜ヒロミ&ジュニア 心のとげぬき屋〜 | 中京テレビ制作。0:29 - 1:24に放送。                     |            |
| 4月20日（水）  | 水曜版     | ヨロシクご検討ください                                     | 第7弾                                                   |            |
| 5月2日（月）   | 月曜版     | 女芸人!春の決起集会2016                                    |                                                         |            |
| 8月1日（月）   | 月曜版     | 変ラボ                                                     | 第3弾                                                   |            |
| 8月30日（火）  | 火曜版     | お笑いカードバトル笑札                                     | 第3弾                                                   |            |
| 9月20日（火）  | 火曜版     | 女優カメレオン                                             | 第2弾                                                   |            |
| 9月28日（水）  | 水曜版     | 恋愛クルーズ                                               |                                                         |            |
| 10月10日（月） | 月曜版     | 笑神様は真夜中に…                                          | 第5弾                                                   |            |
| 12月9日（金）  | 木曜版     | にけつッ!!今年大変やったな芸人SP                           | ytv制作。1:09 - 2:04に放送。                            |            |
| 12月16日（金） | 木曜版     | ワケあり!レッドゾーン〜マニアが選ぶ!究極の昇天グルメSP     | ytv制作。1:14 - 2:09に放送。                            |            |
| 12月20日（火） | 火曜版     | さよなら、フーテン人生                                     |                                                         |            |
| 12月22日（木） | 木曜版     | マレにしか起こらないテレビ                                 | ytv制作                                                 |            |

##### 2017年
| 2017年放送     | 2017年放送 | 2017年放送                                          | 2017年放送                          | 2017年放送 |
| 放送日         | 枠         | 番組名                                              | 備考                                |            |
| -------------- | ---------- | --------------------------------------------------- | ----------------------------------- | ---------- |
| 1月10日（火）  | 月曜版     | いろもん極〜豪華新年会SP〜                          | 復活第3弾。0:29 - 1:24に放送。      |            |
| 1月24日（火）  | 火曜版     | 不幸美女                                            | 第2弾                               |            |
| 2月1日（水）   | 水曜版     | オトせ!                                             | 第2弾                               |            |
| 3月15日（水）  | 水曜版     | ジュウブンノサン                                    | 第4弾                               |            |
| 3月21日（火）  | 火曜版     | 独身女と新婚有田                                    |                                     |            |
| 3月27日（月）  | 月曜版     | グレートコネクション                                | 第2弾                               |            |
| 3月30日（木）  | 木曜版     | 爆笑!質問バラエティー ドラゴンクエスチョン          | 第3弾、ytv制作                      |            |
| 4月10日（月）  | 月曜版     | ヨロシクご検討ください                              | 第9弾                               |            |
| 4月18日（火）  | 火曜版     | 今夜くらべてみましたゴールデン前夜祭                | UMKは別番組に差し替え。             |            |
| 4月26日（水）  | 水曜版     | チカラウタSP                                        |                                     |            |
| 6月12日（月）  | 月曜版     | ネプチューンの!なんでそんなこと言ったの?TV 初告白SP | 第3弾                               |            |
| 6月29日（木）  | 木曜版     | 脳みそQ(クイズ) 正解ボヨ〜ン                        | ytv制作                             |            |
| 07月25日（火） | 火曜版     | 内村てらす                                          |                                     |            |
| 9月4日（月）   | 月曜版     | 奇跡!偶然!衝撃!プレゼンSHOWそんなことある!?         | 第2弾                               |            |
| 9月13日（水）  | 水曜版     | コメンテーター予備校                                | 第2弾                               |            |
| 9月21日（木）  | 木曜版     | ワールドべたペディア                                | ytv制作                             |            |
| 9月26日（火）  | 火曜版     | NEWアベレージピープル                               | 第4弾                               |            |
| 9月28日（木）  | 木曜版     | 完コピJAPAN                                         | ytv制作                             |            |
| 10月2日（月）  | 月曜版     | 好奇心クラブWOW                                     |                                     |            |
| 10月18日（水） | 水曜版     | 正解のない問題                                      | 第3弾                               |            |
| 10月31日（火） | 火曜版     | 奥様は神様                                          |                                     |            |
| 12月12日（火） | 月曜版     | オトせ!                                             | 第3弾。0:09 - 1:04に放送。          |            |
| 12月15日（金） | 木曜版     | 男の本性あぶり出しバラエティ 妄想ふくらむフグ女たち | 第2弾、ytv制作。0:09 - 1:04に放送。 |            |
| 12月20日（火） | 火曜版     | 坂上忍と○○の彼女                                    | 第2弾                               |            |
| 12月27日（水） | 水曜版     | 女が女に怒る夜                                      |                                     |            |

##### 2018年
| 2018年放送     | 2018年放送 | 2018年放送                                                                  | 2018年放送                          | 2018年放送 |
| 放送日         | 枠         | 番組名                                                                      | 備考                                |            |
| -------------- | ---------- | --------------------------------------------------------------------------- | ----------------------------------- | ---------- |
| 1月4日（木）   | 木曜版     | 物置開けてみませんか!?                                                      | ytv制作                             |            |
| 1月9日（火）   | 月曜版     | GENERATIONSのコラボレーションズ                                             | 0:29 - 1:24に放送。                 |            |
| 1月23日（火）  | 火曜版     | 新曲歌いたいんですけど…                                                     |                                     |            |
| 2月7日（水）   | 水曜版     | 女心がわかる男、わからない男。                                              | 第2弾                               |            |
| 3月19日（月）  | 月曜版     | 『仲村トオルが地井武男にワッパを掛けられた時代…とマツコ』                   | 第1弾                               |            |
| 3月20日（火）  | 火曜版     | なんでそんなに高いのか!?                                                    | 第1弾                               |            |
| 3月22日（木）  | 木曜版     | いただきマスターズ!                                                         | ytv制作                             |            |
| 3月29日（木）  | 木曜版     | 浜ちゃんが! スペシャル                                                      | ytv制作                             |            |
| 4月2日（月）   | 月曜版     | ご参考までに                                                                | 第1弾                               |            |
| 4月12日（木）  | 水曜版     | Sexy Zoneのたった3日間で人生は変わるのか!?                                  | 第1弾。0:09 - 1:04に放送。          |            |
| 4月18日（水）  | 水曜版     | なんでこんな本出しちゃったんですか?                                         |                                     |            |
| 5月2日（水）   | 火曜版     | ザ・パワーマップ!                                                           | 0:09 - 1:04に放送。                 |            |
| 6月15日（金）  | 木曜版     | 限界突破!!                                                                  | ytv制作。0:09 - 1:04に放送。        |            |
| 6月22日（金）  | 木曜版     | やっちまったヒストリー                                                      | ytv制作。0:09 - 1:04に放送。        |            |
| 6月29日（金）  | 木曜版     | 豪華芸能人まさかのOK!?ミラクルオファー                                      | ytv制作。0:09 - 1:04に放送。        |            |
| 7月9日（月）   | 月曜版     | ご参考までに                                                                | 第2弾                               |            |
| 8月13日（月）  | 月曜版     | Sexy Zoneのたった3日間で人生は変わるのか!?                                  | 第3弾                               |            |
| 9月27日（木）  | 木曜版     | 〜両親ラブストーリー〜オヤコイ                                              | ytv制作                             |            |
| 10月2日（火）  | 火曜版     | 揃いにそろって言ったコト                                                    |                                     |            |
| 10月8日（月）  | 月曜版     | マツコが日本の風俗を紐解く「かたせ梨乃が進駐軍の前で踊り狂った時代…マツコ」 | 第2弾                               |            |
| 10月15日（月） | 月曜版     | ご参考までに                                                                | 第3弾                               |            |
| 10月23日（火） | 火曜版     | 真夜中の保健室                                                              | 第3弾                               |            |
| 11月1日（木）  | 水曜版     | なんでそんなに高いのか!?                                                    | 第2弾                               |            |
| 11月8日（木）  | 水曜版     | NEWアベレージピープル                                                       | 第4弾。0:09 - 1:04に放送。          |            |
| 12月14日（金） | 木曜版     | 物置開けてみませんか?                                                       | 第2弾、ytv制作。0:09 - 1:04に放送。 |            |
| 12月18日（火） | 月曜版     | ご参考までに                                                                | 第4弾。0:09 - 1:04に放送。          |            |
| 12月21日（金） | 木曜版     | 一流チョイス〜その道のプロが選んでいるものはスゴイんでしょ?〜               | ytv制作。0:09 - 1:04に放送。        |            |
| 12月27日（木） | 木曜版     | 最高の最下位                                                                | ytv制作。                           |            |

##### 2019年
| 2019年放送     | 2019年放送 | 2019年放送                                                                      | 2019年放送                   | 2019年放送 |
| 放送日         | 枠         | 番組名                                                                          | 備考                         |            |
| -------------- | ---------- | ------------------------------------------------------------------------------- | ---------------------------- | ---------- |
| 1月7日（月）   | 月曜版     | ヒロミーティング〜またテレビでイジリたい人たち〜                                | 第2弾                        |            |
| 3月13日（水）  | 水曜版     | 犬も食わない                                                                    |                              |            |
| 3月19日（火）  | 火曜版     | Mr.ボディーガード                                                               | 第2弾                        |            |
| 3月21日（木）  | 木曜版     | テコ入れ!マイスター                                                             | ytv制作                      |            |
| 3月25日（月）  | 月曜版     | 今夜ウドウ会                                                                    |                              |            |
| 3月28日（木）  | 木曜版     | 子供の遊びをスケールアップ!ビッグ☆プレイ                                        | ytv制作                      |            |
| 4月16日（火）  | 火曜版     | 小峠ハローワーク                                                                | 第2弾                        |            |
| 4月22日（月）  | 月曜版     | ヒロミーティング〜またテレビでイジリたい人たち〜                                | 第3弾                        |            |
| 5月6日（月）   | 月曜版     | 真夜中の保健室                                                                  | 第4弾                        |            |
| 5月21日（火）  | 火曜版     | Sexy Zoneのたった3日間で人生が変わるのか!?                                      | 第4弾                        |            |
| 6月13日（木）  | 木曜版     | 最高の最下位                                                                    | 第2弾、ytv制作               |            |
| 6月17日（火）  | 火曜版     | ザ!激走!サバイバルBINGO!                                                        | 第2弾                        |            |
| 6月20日（木）  | 木曜版     | テレビマン・ザ・ワールド〜世界の敏腕ディレクター〜                              | ytv制作                      |            |
| 6月27日（木）  | 木曜版     | 超舌!トーク匠（Talk Show!!）〜その道のプロの一番ウケる話〜                      | ytv制作                      |            |
| 8月12日（月）  | 月曜版     | 『教師役の陣内孝則が推定家賃70万の一軒家でひとり暮らしをしていた時代…とマツコ』 | 第3弾                        |            |
| 8月26日（月）  | 月曜版     | 凄技!仮スマ動画                                                                 | 第2弾                        |            |
| 9月12日（木）  | 木曜版     | 映像ビックリエイター                                                            | ytv制作                      |            |
| 9月20日（金）  | 木曜版     | 地獄絵図グランプリ                                                              | ytv制作。0:09 - 1:04に放送。 |            |
| 9月27日（金）  | 木曜版     | ネタXチェンジ                                                                   | ytv制作。0:09 - 1:04に放送。 |            |
| 10月1日（火）  | 月曜版     | ご参考までに。                                                                  | 第5弾。0:39 - 1:34に放送。   |            |
| 10月21日（月） | 月曜版     | 東野・加藤この歌が聴きたいベストテン                                            | 第3弾                        |            |
| 11月26日（火） | 火曜版     | 阿佐ヶ谷姉妹のおばさんだってできるわよ                                          |                              |            |
| 12月10日（火） | 火曜版     | モンスターサミット                                                              | 第2弾。0:09 - 1:04に放送。   |            |
| 12月26日（木） | 木曜版     | ワールドカロリーモンスター                                                      | ytv製作                      |            |

##### 2020年
| 2020年放送     | 2020年放送 | 2020年放送                                                | 2020年放送                                                               | 2020年放送 |
| 放送日         | 枠         | 番組名                                                    | 備考                                                                     |            |
| -------------- | ---------- | --------------------------------------------------------- | ------------------------------------------------------------------------ | ---------- |
| 1月6日（月）   | 月曜版     | ビューティープライド〜美しきメイクの戦い〜                | 第3弾                                                                    |            |
| 1月18日（土）  | 金曜版     | ロバート秋山のウソ枠                                      | 第4弾 ※全編ローカルセールス枠（一部地域は非放送）。                      |            |
| 2月4日（火）   | 火曜版     | ネタドラ〜漫才・コントを原作にドラマ化〜                  | 第3弾                                                                    |            |
| 3月9日（月）   | 月曜版     | ヤバイ話をマンガにしてみた                                | 第2弾                                                                    |            |
| 3月19日（木）  | 木曜版     | 「任意同行」願えますか?                                   | ytv制作 ※パイロット版（2020年10月1日よりレギュラー放送（全10回予定））。 |            |
| 3月26日（木）  | 木曜版     | 押したらどうなる!?禁断のボタン                            | ytv制作                                                                  |            |
| 3月30日（月）  | 月曜版     | 第7世代芸人が◯◯してみた!お笑いG7サミット                  | 第1弾 ※パイロット版。                                                    |            |
| 4月13日（月）  | 月曜版     | やりすぎ未来計画                                          | 第2弾                                                                    |            |
| 5月18日（月）  | 月曜版     | マツコとバブル世代 特別編                                 | ※2019年8月12日（月）放送分を再編集。                                     |            |
| 8月3日（月）   | 月曜版     | 角川春樹が薬師丸ひろ子に機関銃を乱射していた時代…とマツコ | 第4弾 ※5月18日（月）から変更。                                           |            |
| 8月11日（火）  | 火曜版     | バーチャルコント                                          | 第2弾                                                                    |            |
| 8月18日（火）  | 火曜版     | はじめましてわたしを好きなひと                            | 第2弾 ※4月26日（日）から変更。当初は関東ローカルだった。                 |            |
| 9月17日（木）  | 木曜版     | 〜両親ラブストーリー〜オヤコイ                            | ytv制作                                                                  |            |
| 9月24日（木）  | 木曜版     | 〜両親ラブストーリー〜オヤコイ                            | ytv制作                                                                  |            |
| 9月28日（月）  | 月曜版     | つぶし合いクイズ!悪意の矢                                 | 生放送                                                                   |            |
| 10月12日（月） | 月曜版     | 鬼の錬金マスター                                          | 第2弾                                                                    |            |
| 12月8日（火）  | 火曜版     | 3時のヒロインmeetsガールズクリエイター                    |                                                                          |            |
| 12月10日（木） | 木曜版     | チョコプラ修羅場劇場                                      | ytv製作                                                                  |            |
| 12月17日（木） | 木曜版     | チョコプラ修羅場劇場                                      | ytv製作                                                                  |            |
| 12月21日（月） | 月曜版     | 笑神様は真夜中に…                                         | 第6弾                                                                    |            |
| 12月22日（火） | 火曜版     | HAPPYクリスマスおもちゃ屋MISIA                            |                                                                          |            |
| 12月24日（木） | 木曜版     | クイズ距離感カジノ                                        | ytv製作                                                                  |            |

##### 2021年
| 2021年放送     | 2021年放送 | 2021年放送                                   | 2021年放送                                 | 2021年放送 |
| 放送日         | 枠         | 番組名                                       | 備考                                       |            |
| -------------- | ---------- | -------------------------------------------- | ------------------------------------------ | ---------- |
| 1月4日（月）   | 月曜版     | 真夜中の保健室                               | 第5弾                                      |            |
| 1月18日（月）  | 月曜版     | つぶし合いクイズ!悪意の矢                    | 第2弾                                      |            |
| 3月16日（火）  | 火曜版     | 超無敵クラス                                 | 第2弾                                      |            |
| 3月18日（木）  | 木曜版     | チョコプラ修羅場劇場                         | ytv製作。第2弾。2週目は0:29 - 1:24に放送。 |            |
| 3月26日（金）  | 木曜版     | チョコプラ修羅場劇場                         | ytv製作。第2弾。2週目は0:29 - 1:24に放送。 |            |
| 4月19日（月）  | 月曜版     | 千鳥VSかまいたち                             | 第2弾                                      |            |
| 5月17日（月）  | 月曜版     | 笑神様は真夜中に…                            | 第7弾                                      |            |
| 6月10日（木）  | 木曜版     | たとえるバラエティ クイズ!鼻からスイカ       | ytv製作。第2弾。                           |            |
| 6月17日（木）  | 木曜版     | クイズ超感覚カジノ                           | ytv製作。第2弾。                           |            |
| 6月24日（木）  | 木曜版     | アンタの地元でバズ旅                         | ytv製作                                    |            |
| 9月16日（木）  | 木曜版     | ペアキュン〜コンビ結成秘話を勝手にドラマ化〜 | ytv製作。前編。                            |            |
| 9月20日（月）  | 月曜版     | 超S級エンタメ情報 マシマシTV                 |                                            |            |
| 9月23日（木）  | 木曜版     | ペアキュン〜コンビ結成秘話を勝手にドラマ化〜 | ytv製作。後編。                            |            |
| 9月27日（月）  | 月曜版     | ファクトチェック～都市伝説では終わらせない～ | 第2弾                                      |            |
| 9月30日（木）  | 木曜版     | 見取り図の間取り図ミステリー                 | ytv製作                                    |            |
| 10月11日（月） | 月曜版     | 上田と女が吠える夜                           |                                            |            |
| 12月16日（木） | 木曜版     | たとえるバラエティ クイズ!鼻からスイカ       | ytv製作。第3弾。前編。                     |            |
| 12月20日（月） | 月曜版     | 熱唱!ミリオンシンガー                        | 第2弾。                                    |            |
| 12月21日（火） | 火曜版     | HAPPYクリスマスおもちゃ屋MISIA               | 第2弾。                                    |            |
| 12月23日（木） | 木曜版     | たとえるバラエティ クイズ!鼻からスイカ       | ytv製作。第3弾。後編。                     |            |
| 12月27日（月） | 月曜版     | 笑神様は真夜中に…                            | 第8弾                                      |            |
| 12月29日（水） | 水曜版     | ネガポジ ニュージャパニーズ                  | 23:59 - 翌0:29に放送。                     |            |
| 12月30日（木） | 木曜版     | 解決!チョコプラ即興劇場                      | ytv製作。                                  |            |

##### 2022年
| 2022年放送     | 2022年放送 | 2022年放送                                               | 2022年放送               | 2022年放送 |
| 放送日         | 枠         | 番組名                                                   | 備考                     |            |
| -------------- | ---------- | -------------------------------------------------------- | ------------------------ | ---------- |
| 1月6日（木）   | 木曜版     | ワンチャンあり!?キングオブスクール                       | ytv製作。                |            |
| 3月21日（月）  | 月曜版     | 午前0時の森                                              | パイロット版。           |            |
| 3月24日（木）  | 木曜版     | THE 5連覇無双                                            | ytv製作。前編。          |            |
| 3月28日（月）  | 月曜版     | かまいたちの売れチャレ                                   |                          |            |
| 3月31日（木）  | 木曜版     | THE 5連覇無双                                            | ytv製作。後編。          |            |
| 4月4日（月）   | 月曜版     | フロンティアサーチ〜偉大なる初調査〜                     |                          |            |
| 4月5日（火）   | 火曜版     | ノンレムの窓                                             | スペシャルドラマ         |            |
| 4月7日（木）   | 木曜版     | 常連3                                                    | ytv製作。                |            |
| 6月23日（木）  | 木曜版     | ワンチャンあり!?キングオブスクール                       | ytv製作。第2弾。         |            |
| 6月30日（木）  | 木曜版     | ワンチャンあり!?キングオブスクール                       | ytv製作。第3弾。         |            |
| 7月11日（月）  | 月曜版     | 1番持ち寄りバラエティ 我がMAX                            | 第3弾。                  |            |
| 7月12日（火）  | 火曜版     | ポテンシャル研究所                                       | 第2弾。                  |            |
| 8月29日（月）  | 月曜版     | 見取り図×ニューヨークのなりたいテレビ                    | 第3弾。                  |            |
| 8月30日（火）  | 火曜版     | あのとき告っていればどうなった?!                         | 第2弾。                  |            |
| 9月15日（木）  | 木曜版     | アンタの地元でバズ旅                                     | ytv製作。第2弾。         |            |
| 9月22日（木）  | 木曜版     | 4週連続オムニバスDRAMAさよならの向う側&5分後に意外な結末 | ytv製作。                |            |
| 9月29日（木）  | 木曜版     | 4週連続オムニバスDRAMAさよならの向う側&5分後に意外な結末 | ytv製作。                |            |
| 10月6日（木）  | 木曜版     | 4週連続オムニバスDRAMAさよならの向う側&5分後に意外な結末 | ytv製作。                |            |
| 10月13日（木） | 木曜版     | 4週連続オムニバスDRAMAさよならの向う側&5分後に意外な結末 | ytv製作。                |            |
| 12月19日（月） | 月曜版     | HAPPYクリスマス おもちゃ屋MISIA                          | 第3弾。                  |            |
| 12月20日（火） | 火曜版     | シンにっぽん人物伝                                       | 第2弾。                  |            |
| 12月26日（月） | 月曜版     | カワシマの穴                                             |                          |            |
| 12月27日（火） | 火曜版     | 見取り図×ニューヨークのなりたいテレビ                    | 第4弾。                  |            |
| 12月28日（水） | 水曜版     | 開演まで30秒!THE パニックコント                          | 一部の系列局のみで放送。 |            |
| 12月29日（木） | 木曜版     | 嘘。－欺きファイトクラブ－                               | ytv製作。前編            |            |
| 12月30日（金） | 金曜版     | 1分入魂                                                  | 一部の系列局のみで放送。 |            |

##### 2023年
| 2023年放送     | 2023年放送 | 2023年放送                                                        | 2023年放送                                     | 2023年放送 |
| 放送日         | 枠         | 番組名                                                            | 備考                                           |            |
| -------------- | ---------- | ----------------------------------------------------------------- | ---------------------------------------------- | ---------- |
| 1月5日（木）   | 木曜版     | 嘘。－欺きファイトクラブ－                                        | ytv製作。後編                                  |            |
| 1月12日（木）  | 木曜版     | 夜のケンミンSHOW                                                  | ytv製作。                                      |            |
| 3月30日（木）  | 木曜版     | 常連3                                                             | ytv製作。第2弾。前編。                         |            |
| 4月3日（月）   | 月曜版     | 金のツカミ                                                        |                                                |            |
| 4月4日（火）   | 火曜版     | 「音と画」&「解決策とかなくていいので 聞いてもらっていいですか?」 |                                                |            |
| 4月6日（木）   | 木曜版     | 常連3                                                             | ytv製作。後編。                                |            |
| 6月22日（木）  | 木曜版     | 座持ち動画グランプリ                                              | ytv製作。前編。                                |            |
| 6月29日（木）  | 木曜版     | 座持ち動画グランプリ                                              | ytv製作。後編。                                |            |
| 7月6日（木）   | 木曜版     | 一撃必撮!BAKAムービー                                             | ytv製作。前編。                                |            |
| 7月10日（月）  | 月曜版     | カネ梨和也                                                        |                                                |            |
| 7月11日（火）  | 火曜版     | アドリブ推理ドラマ ミステリープレイヤーズ                         | スペシャルドラマ第2弾。                        |            |
| 7月13日（木）  | 木曜版     | 一撃必撮!BAKAムービー                                             | ytv製作。後編                                  |            |
| 8月28日（月）  | 月曜版     | ゴタクを並べてワッハッハ                                          | 第2弾。                                        |            |
| 8月29日（火）  | 火曜版     | 天国耳〜叶姉妹さんお聞きください〜                                |                                                |            |
| 9月29日（金）  | 木曜版     | 筋トレサラリーマン 中山筋太郎                                     | ytv製作。スペシャルドラマ。0:09 - 1:04に放送。 |            |
| 12月14日（木） | 木曜版     | 自転しながら公転する                                              | ytv製作。3週連続スペシャルドラマ1週目。        |            |
| 12月18日（月） | 月曜版     | 芸能人そこだけ視察ショウ                                          | 第2弾。                                        |            |
| 12月19日（火） | 火曜版     | HAPPYクリスマスおもちゃ屋MISIA                                    | 第4弾。                                        |            |
| 12月20日（水） | 水曜版     | オトナのためのこどもディレクター カメラを向けたらはじめて聞けた   | 中京テレビ製作。第3弾。                        |            |
| 12月21日（木） | 木曜版     | 自転しながら公転する                                              | ytv製作。3週連続スペシャルドラマ2週目。        |            |
| 12月25日（月） | 月曜版     | クリエイタードラゴン                                              | 一部の系列局のみで放送。                       |            |
| 12月26日（火） | 火曜版     | クリエイタードラゴン                                              | 一部の系列局のみで放送。                       |            |
| 12月27日（水） | 水曜版     | クリエイタードラゴン                                              | 一部の系列局のみで放送。                       |            |
| 12月28日（木） | 木曜版     | 自転しながら公転する                                              | ytv製作。3週連続スペシャルドラマ3週目。        |            |

##### 2024年
| 2024年放送     | 2024年放送 | 2024年放送                                                        | 2024年放送                                                     | 2024年放送 |
| 放送日         | 枠         | 番組名                                                            | 備考                                                           |            |
| -------------- | ---------- | ----------------------------------------------------------------- | -------------------------------------------------------------- | ---------- |
| 1月4日（木）   | 木曜版     | 上沼恵美子×ニューヨーク×古舘伊知郎『もしも夫がゾンビになったら…』 | ytv製作。                                                      |            |
| 1月11日（木）  | 木曜版     | 夜のケンミンSHOW                                                  | ytv製作。第2弾。                                               |            |
| 3月28日（木）  | 木曜版     | 筋トレサラリーマン中山筋太郎                                      | ytv製作。スペシャルドラマ。第2弾。                             |            |
| 4月4日（木）   | 木曜版     | 嘘。－即興イカサマゲーム－                                        | ytv製作。                                                      |            |
| 6月20日（木）  | 木曜版     | 10人の天才                                                        | ytv製作。                                                      |            |
| 6月27日（木）  | 木曜版     | 別に知らんでええねんけど…                                         | ytv製作。                                                      |            |
| 7月1日（月）   | 月曜版     | ウチのガヤがすみません!                                           |                                                                |            |
| 7月2日（火）   | 火曜版     | 人のスマホをのぞきたい                                            | 3夜連続特番。火は日テレ製作。水は中京テレビ製作。木はytv製作。 |            |
| 7月3日（水）   | 水曜版     | 人のスマホをのぞきたい                                            | 3夜連続特番。火は日テレ製作。水は中京テレビ製作。木はytv製作。 |            |
| 7月4日（木）   | 木曜版     | 人のスマホをのぞきたい                                            | 3夜連続特番。火は日テレ製作。水は中京テレビ製作。木はytv製作。 |            |
| 9月2日（月）   | 月曜版     | 世界を笑わせろ!グローバルコメディアン                             | 第3弾。                                                        |            |
| 9月19日（木）  | 木曜版     | ゴールデンタッグ                                                  | ytv製作。前編。                                                |            |
| 9月26日（木）  | 木曜版     | ゴールデンタッグ                                                  | ytv製作。後編。                                                |            |
| 12月11日（水） | 水曜版     | 令和の三英傑!                                                     | 中京テレビ製作スペシャルドラマ。前編。                         |            |
| 12月18日（水） | 水曜版     | 令和の三英傑!                                                     | 中京テレビ製作スペシャルドラマ。前編。                         |            |
| 12月19日（木） | 木曜版     | 筋トレサラリーマン中山筋太郎                                      | ytv製作。スペシャルドラマ前編。第3弾。                         |            |
| 12月23日（月） | 月曜版     | HAPPYクリスマスおもちゃ屋MISIA                                    | 第5弾。                                                        |            |
| 12月24日（火） | 火曜版     | クリエイタードラゴン                                              | 第2弾。                                                        |            |
| 12月25日（水） | 水曜版     | クリエイタードラゴン                                              | 第2弾。                                                        |            |
| 12月27日（金） | 木曜版     | 筋トレサラリーマン中山筋太郎                                      | ytv製作。スペシャルドラマ後編。第3弾。0:29 - 1:24に放送予定。  |            |
| 12月30日（月） | 月曜版     | THE密着³～3つの視点で見てみたら～                                 | 第2弾。                                                        |            |

##### 2025年
| 2025年放送    | 2025年放送 | 2025年放送                                       | 2025年放送                                     | 2025年放送 |
| 放送日        | 枠         | 番組名                                           | 備考                                           |            |
| ------------- | ---------- | ------------------------------------------------ | ---------------------------------------------- | ---------- |
| 1月2日（木）  | 木曜版     | 正解は現地で                                     | ytv製作。第2弾。                               |            |
| 1月8日（水）  | 水曜版     | やりかたのウタ                                   | 中京テレビ製作。第2弾。                        |            |
| 3月11日（火） | 月曜版     | 千鳥かまいたちゴールデンアワー                   | 0:09 - 1:04に放送。                            |            |
| 3月26日（水） | 水曜版     | ギャン泣きくん                                   | 中京テレビ製作。                               |            |
| 3月27日（木） | 木曜版     | 6世代で協力!ロクジェネクイズ                     | ytv製作。                                      |            |
| 3月31日（月） | 月曜版     | 脱教養番組「哲学」                               |                                                |            |
| 4月1日（火）  | 火曜版     | 〜有名人が惚れた爆笑ネタ〜 ホレネタ              | 第2弾。                                        |            |
| 5月26日（月） | 月曜版     | 異人たちとの夏                                   | 復活特番。                                     |            |
| 6月11日（水） | 水曜版     | センビキ 答えは線を引くだけです                  | 中京テレビ製作。                               |            |
| 6月12日（木） | 木曜版     | 〜いきなり親孝行バラエティ〜 コドナの恩返し      | ytv製作。                                      |            |
| 6月19日（木） | 木曜版     | 人生初体験後押しバラエティ『オトナが階段のぼる』 | ytv製作。前編                                  |            |
| 6月26日（木） | 水曜版     | ギャン泣きくん                                   | 中京テレビ製作。第2弾。0:24 - 0:54に放送予定。 |            |
| 6月26日（木） | 木曜版     | 人生初体験後押しバラエティ『オトナが階段のぼる』 | ytv製作。後編                                  |            |

## 番組制作局の変遷
| 期間    | 期間   | 月曜版     | 火曜版     | 水曜版     | 木曜版     | 金曜版     |
| ------- | ------ | ---------- | ---------- | ---------- | ---------- | ---------- |
| 2002.9  | 2003.9 | 中京テレビ | 日本テレビ | 日本テレビ | 読売テレビ | (放送なし) |
| 2003.10 | 2004.3 | 日本テレビ | 日本テレビ | 中京テレビ | 読売テレビ | (放送なし) |
| 2004.4  | 2005.9 | 中京テレビ | 日本テレビ | 日本テレビ | 読売テレビ | (放送なし) |
| 2005.10 | 2012.3 | 日本テレビ | 日本テレビ | 日本テレビ | 読売テレビ | (放送なし) |
| 2012.4  | 2013.3 | 日本テレビ | 日本テレビ | 日本テレビ | (廃止)     | (放送なし) |
| 2013.4  | 2019.3 | 日本テレビ | 日本テレビ | 日本テレビ | 読売テレビ | (放送なし) |
| 2019.4  | 2019.4 | 日本テレビ | 日本テレビ | 中京テレビ | 読売テレビ | (放送なし) |
| 2019.5  | 2021.3 | 日本テレビ | 日本テレビ | 中京テレビ | 読売テレビ | 日本テレビ |
| 2021.4  |        | 日本テレビ | 日本テレビ | 中京テレビ | 読売テレビ | (廃止)     |

## ゴールデンタイム・プライムタイムに昇格した番組
※ここではレギュラー番組で昇格した番組を挙げる。『プラチナイト』レーベルつきで放送された単発番組等は除く（『有吉反省会』や『有吉の壁』など）。
- キスだけじゃイヤッ!（2004年4月12日から2006年3月27日まで月曜21時台にて放送）
- おすぎとピーコの金持ちA様×貧乏B様（『金のA様×銀のA様』に改題して、2005年4月28日から2006年6月22日まで木曜20時台にて放送）
- サルヂエ（2005年10月19日から2007年1月31日まで水曜20時台にて放送）
- くりぃむしちゅーのたりらリラ〜ン（『くりぃむしちゅーのたりらリでイキます!!』に改題して、2006年7月13日から2007年3月15日まで木曜20時台にて放送）
- クイズ発見バラエティー イッテQ!（『世界の果てまでイッテQ!』に改題して、2007年2月4日から日曜20時台に昇格して放送中）
- 幸せ!ボンビーガール（2011年9月14日に放送を終了したが2013年4月23日から2021年9月14日まで火曜22時台にて放送）
- 今夜くらべてみました（2017年4月19日から2022年3月16日まで水曜21時台にて放送）
- 月曜から夜ふかし（2022年4月4日から月曜22時台に昇格して放送中）

## ネット局

### 月 - 木曜版
| 放送対象地域   | 放送局                    | 系列                                         | 放送日時                   | ネット状況           |
| -------------- | ------------------------- | -------------------------------------------- | -------------------------- | -------------------- |
| 関東広域圏     | 日本テレビ（NTV）         | 日本テレビ系列                               | 月曜 - 木曜 23:59 - 翌0:54 | （月・火曜版）制作局 |
| 中京広域圏     | 中京テレビ（CTV）         | 日本テレビ系列                               | 月曜 - 木曜 23:59 - 翌0:54 | （水曜版）制作局     |
| 近畿広域圏     | 読売テレビ（ytv）         | 日本テレビ系列                               | 月曜 - 木曜 23:59 - 翌0:54 | （木曜版）制作局     |
| 北海道         | 札幌テレビ（STV）         | 日本テレビ系列                               | 月曜 - 木曜 23:59 - 翌0:54 | 同時ネット           |
| 青森県         | 青森放送（RAB）           | 日本テレビ系列                               | 月曜 - 木曜 23:59 - 翌0:54 | 同時ネット           |
| 岩手県         | テレビ岩手（TVI）         | 日本テレビ系列                               | 月曜 - 木曜 23:59 - 翌0:54 | 同時ネット           |
| 宮城県         | ミヤギテレビ（MMT）       | 日本テレビ系列                               | 月曜 - 木曜 23:59 - 翌0:54 | 同時ネット           |
| 秋田県         | 秋田放送（ABS）           | 日本テレビ系列                               | 月曜 - 木曜 23:59 - 翌0:54 | 同時ネット           |
| 山形県         | 山形放送（YBC）           | 日本テレビ系列                               | 月曜 - 木曜 23:59 - 翌0:54 | 同時ネット           |
| 福島県         | 福島中央テレビ（FCT）     | 日本テレビ系列                               | 月曜 - 木曜 23:59 - 翌0:54 | 同時ネット           |
| 山梨県         | 山梨放送（YBS）           | 日本テレビ系列                               | 月曜 - 木曜 23:59 - 翌0:54 | 同時ネット           |
| 新潟県         | テレビ新潟（TeNY）        | 日本テレビ系列                               | 月曜 - 木曜 23:59 - 翌0:54 | 同時ネット           |
| 長野県         | テレビ信州（TSB）         | 日本テレビ系列                               | 月曜 - 木曜 23:59 - 翌0:54 | 同時ネット           |
| 静岡県         | 静岡第一テレビ（SDT）     | 日本テレビ系列                               | 月曜 - 木曜 23:59 - 翌0:54 | 同時ネット           |
| 富山県         | 北日本放送（KNB）         | 日本テレビ系列                               | 月曜 - 木曜 23:59 - 翌0:54 | 同時ネット           |
| 石川県         | テレビ金沢（KTK）         | 日本テレビ系列                               | 月曜 - 木曜 23:59 - 翌0:54 | 同時ネット           |
| 福井県         | 福井放送（FBC）           | 日本テレビ系列                               | 月曜 - 木曜 23:59 - 翌0:54 | 同時ネット           |
| 鳥取県・島根県 | 日本海テレビ（NKT）       | 日本テレビ系列                               | 月曜 - 木曜 23:59 - 翌0:54 | 同時ネット           |
| 広島県         | 広島テレビ（HTV）         | 日本テレビ系列                               | 月曜 - 木曜 23:59 - 翌0:54 | 同時ネット           |
| 山口県         | 山口放送（KRY）           | 日本テレビ系列                               | 月曜 - 木曜 23:59 - 翌0:54 | 同時ネット           |
| 徳島県         | 四国放送（JRT）           | 日本テレビ系列                               | 月曜 - 木曜 23:59 - 翌0:54 | 同時ネット           |
| 香川県・岡山県 | 西日本放送（RNC）         | 日本テレビ系列                               | 月曜 - 木曜 23:59 - 翌0:54 | 同時ネット           |
| 愛媛県         | 南海放送（RNB）           | 日本テレビ系列                               | 月曜 - 木曜 23:59 - 翌0:54 | 同時ネット           |
| 高知県         | 高知放送（RKC）           | 日本テレビ系列                               | 月曜 - 木曜 23:59 - 翌0:54 | 同時ネット           |
| 福岡県         | 福岡放送（FBS）           | 日本テレビ系列                               | 月曜 - 木曜 23:59 - 翌0:54 | 同時ネット           |
| 長崎県         | 長崎国際テレビ（NIB）     | 日本テレビ系列                               | 月曜 - 木曜 23:59 - 翌0:54 | 同時ネット           |
| 熊本県         | くまもと県民テレビ（KKT） | 日本テレビ系列                               | 月曜 - 木曜 23:59 - 翌0:54 | 同時ネット           |
| 大分県         | テレビ大分（TOS）         | 日本テレビ系列 フジテレビ系列                | 月曜 - 木曜 23:59 - 翌0:54 | 同時ネット           |
| 宮崎県         | テレビ宮崎（UMK）         | フジテレビ系列 日本テレビ系列 テレビ朝日系列 | 月曜 - 木曜 23:59 - 翌0:54 | 同時ネット           |
| 鹿児島県       | 鹿児島読売テレビ（KYT）   | 日本テレビ系列                               | 月曜 - 木曜 23:59 - 翌0:54 | 同時ネット           |

※日本テレビ系列がない沖縄県では2024年4月現在、沖縄テレビ（OTV）が『上田と女がDEEPに吠える夜』を土曜未明（金曜深夜）に放送している一方で、
それ以外の番組に関しては、琉球放送（RBC）・沖縄テレビ（OTV）共に遅れネットでの放送実績がない。

### 金曜版
開始時点では『プラチナプラス』の後枠扱いで『金曜プラチナイト』として、土曜未明に放送。
- 金曜版は、全編ローカルセールス枠のため、日本テレビ以外の通常時同時ネット局でも自主編成の都合上臨時に遅れネットまたは非ネットに変更することがあった一方、通常時非ネット局でも臨時同時ネットで放送する場合があった。

| 放送対象地域   | 放送局                  | 系列                          | 放送日時                      | 放送開始日                    | ネット状況 | 備考       |
| -------------- | ----------------------- | ----------------------------- | ----------------------------- | ----------------------------- | ---------- | ---------- |
| 関東広域圏     | 日本テレビ（NTV）       | 日本テレビ系列                | 土曜 0:30 - 0:59 （金曜深夜） | 2019年5月4日 - 2021年3月27日  | 制作局     | 制作局     |
| 北海道         | 札幌テレビ（STV）       | 日本テレビ系列                | 土曜 0:30 - 0:59 （金曜深夜） | 2019年5月4日 - 2021年3月27日  | 同時ネット | 同時ネット |
| 青森県         | 青森放送（RAB）         | 日本テレビ系列                | 土曜 0:30 - 0:59 （金曜深夜） | 2019年5月4日 - 2021年3月27日  | 同時ネット | 同時ネット |
| 岩手県         | テレビ岩手（TVI）       | 日本テレビ系列                | 土曜 0:30 - 0:59 （金曜深夜） | 2019年5月4日 - 2021年3月27日  | 同時ネット | 同時ネット |
| 宮城県         | ミヤギテレビ（MMT）     | 日本テレビ系列                | 土曜 0:30 - 0:59 （金曜深夜） | 2019年5月4日 - 2021年3月27日  | 同時ネット | 同時ネット |
| 秋田県         | 秋田放送（ABS）         | 日本テレビ系列                | 土曜 0:30 - 0:59 （金曜深夜） | 2019年5月4日 - 2021年3月27日  | 同時ネット | 同時ネット |
| 福島県         | 福島中央テレビ（FCT）   | 日本テレビ系列                | 土曜 0:30 - 0:59 （金曜深夜） | 2019年5月4日 - 2021年3月27日  | 同時ネット | 同時ネット |
| 山梨県         | 山梨放送（YBS）         | 日本テレビ系列                | 土曜 0:30 - 0:59 （金曜深夜） | 2020年4月11日 - 2021年3月27日 | 同時ネット | 同時ネット |
| 新潟県         | テレビ新潟（TeNY）      | 日本テレビ系列                | 土曜 0:30 - 0:59 （金曜深夜） | 2019年5月4日 - 2021年3月27日  | 同時ネット | 同時ネット |
| 長野県         | テレビ信州（TSB）       | 日本テレビ系列                | 土曜 0:30 - 0:59 （金曜深夜） | 2019年5月4日 - 2021年3月27日  | 同時ネット | 同時ネット |
| 静岡県         | 静岡第一テレビ（SDT）   | 日本テレビ系列                | 土曜 0:30 - 0:59 （金曜深夜） | 2019年5月4日 - 2021年3月27日  | 同時ネット | 同時ネット |
| 富山県         | 北日本放送（KNB）       | 日本テレビ系列                | 土曜 0:30 - 0:59 （金曜深夜） | 2019年5月4日 - 2021年3月27日  | 同時ネット | 同時ネット |
| 石川県         | テレビ金沢（KTK）       | 日本テレビ系列                | 土曜 0:30 - 0:59 （金曜深夜） | 2019年5月4日 - 2021年3月27日  | 同時ネット | 同時ネット |
| 中京広域圏     | 中京テレビ（CTV）       | 日本テレビ系列                | 土曜 0:30 - 0:59 （金曜深夜） | 2019年5月4日 - 2021年3月27日  | 同時ネット | 同時ネット |
| 鳥取県・島根県 | 日本海テレビ（NKT）     | 日本テレビ系列                | 土曜 0:30 - 0:59 （金曜深夜） | 2020年3月28日 - 2021年3月27日 | 同時ネット | 同時ネット |
| 香川県・岡山県 | 西日本放送（RNC）       | 日本テレビ系列                | 土曜 0:30 - 0:59 （金曜深夜） | 2019年5月4日 - 2021年3月27日  | 同時ネット | 同時ネット |
| 高知県         | 高知放送（RKC）         | 日本テレビ系列                | 土曜 0:30 - 0:59 （金曜深夜） | 2019年5月4日 - 2021年3月27日  | 同時ネット | 同時ネット |
| 福岡県         | 福岡放送（FBS）         | 日本テレビ系列                | 土曜 0:30 - 0:59 （金曜深夜） | 2019年5月4日 - 2021年3月27日  | 同時ネット | 同時ネット |
| 長崎県         | 長崎国際テレビ（NIB）   | 日本テレビ系列                | 土曜 0:30 - 0:59 （金曜深夜） | 2019年5月4日 - 2021年3月27日  | 同時ネット | 同時ネット |
| 近畿広域圏     | 読売テレビ（ytv）       | 日本テレビ系列                | 土曜 1:35 - 2:10 （金曜深夜） | 2019年5月10日 - 不明          | 遅れネット | [ 注 33 ]  |
| 大分県         | テレビ大分（TOS）       | 日本テレビ系列 フジテレビ系列 | 土曜 15:55 - 16:25            | 2019年6月8日 - 不明           | 遅れネット |            |
| 鹿児島県       | 鹿児島読売テレビ（KYT） | 日本テレビ系列                | 木曜 0:59 - 1:29 （水曜深夜） | 2019年7月4日 - 不明           | 遅れネット |            |

過去のネット局
| 対象地域 | 放送局          | 系列           | 備考      |
| -------- | --------------- | -------------- | --------- |
| 愛媛県   | 南海放送（RNB） | 日本テレビ系列 | [ 注 34 ] |

### 備考
- クロスネット局であるテレビ大分は火曜・木曜22時台（フジテレビ系列局の制作番組を放送）、同じくテレビ宮崎では22時台の編成によっては、いずれも時差放送となることがある。なお、テレビ宮崎においては自局で放送されない番組の番宣番組的な内容を放送する場合には、特例的に臨時非ネットとし、別番組への差し替えを行うことがまれにある。